# Ivan Bukin
Ivan Andreevič Bukin (in russo Иван Андреевич Букин?; Mosca, 16 settembre 1993) è un danzatore su ghiaccio russo.

## Biografia
Figlio di Andrej Bukin, danzatore su ghiaccio medaglia d'oro alle Olimpiadi di Calgary 1988 e argento ai Giochi di Sarajevo 1984, Ivan ha iniziato a danzare insieme ad Aleksandra Stepanova nel 2006 e hanno poi fatto il loro debutto internazionale ai Grand Prix juniores 2010-11 vincendo la medaglia di bronzo nella finale disputata a Pechino. 
La stagione successiva confermano il terzo posto nella Finale Grand Prix, oltre a partecipare ai loro primi Mondiali juniores dove si aggiudicano la medaglia d'argento. La loro carriera giovanile culmina con il titolo mondiale vinto a Milano nel 2013, davanti alla coppia formata da Gabriella Papadakis e Guillaume Cizeron.
Durante la stagione 2014-15 Bukin e Stepanova cominciano a gareggiare a livello senior, ottenendo la medaglia di bronzo agli Europei di Stoccolma 2015. Ai successivi Mondiali di Shanghai 2015 terminano in nona posizione. 
Agli Europei di Mosca 2018 vincono il loro secondo bronzo, riescono poi a migliorarsi nel corso dell'edizione di Minsk 2019 dove si laureano vicecampioni dietro la coppia francese formata da Gabriella Papadakis e Guillaume Cizeron. Agli Europei di Graz 2020 si sono classificati terzi con il punteggio totale di 211.29.

## Palmarès

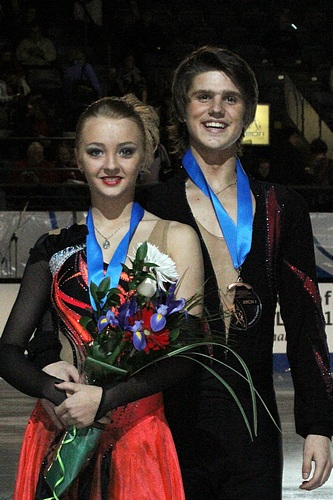
Ivan Bukin e Aleksandra Stepanova durante la Finale Grand Prix juniores 2011-12

(Con Stepanova)
| Risultati                                                                                             | Risultati      | Risultati      | Risultati      | Risultati      | Risultati      | Risultati      | Risultati      | Risultati      | Risultati      | Risultati      | Risultati      | Risultati      | Risultati      | Risultati      | Risultati      | Risultati      |
| Internazionali                                                                                        | Internazionali | Internazionali | Internazionali | Internazionali | Internazionali | Internazionali | Internazionali | Internazionali | Internazionali | Internazionali | Internazionali | Internazionali | Internazionali | Internazionali | Internazionali | Internazionali |
| Evento                                                                                                | 2009-10        | 2010-11        | 2011-12        | 2012-13        | 2013-14        | 2014–15        | 2015-16        | 2016-17        | 2017-18        | 2018-19        | 2019-20        | 2020-21        | 2021-22        | 2022-23        | 2023-24        | 2024-25        |
| --- | -------------- | -------------- | -------------- | -------------- | -------------- | -------------- | -------------- | -------------- | -------------- | -------------- | -------------- | -------------- | -------------- | -------------- | -------------- | -------------- |
| Olimpiadi                                                                                             |                |                |                |                |                |                |                |                |                |                |                |                | 6°             |                |                |                |
| Campionati mondiali                                                                                   |                |                |                |                |                | 9º             | 11º            | 10º            | 7º             | 4º             | C              | 5°             |                |                |                |                |
| Campionati europei                                                                                    |                |                |                |                |                | 3º             | 5º             | 5º             | 3º             | 2º             | 3º             | C              | 2º             |                |                |                |
| GP Finale                                                                                             |                |                |                |                |                |                |                |                |                | 4º             | 4º             |                | C              |                |                |                |
| GP Cup of China                                                                                       |                |                |                |                |                |                |                | 3º             |                |                |                |                | C              |                |                |                |
| GP della Finlandia                                                                                    |                |                |                |                |                |                |                |                |                | 1º             |                |                |                |                |                |                |
| GP d'Italia                                                                                           |                |                |                |                |                |                |                |                |                |                |                |                | 3º             |                |                |                |
| GP NHK Trophy                                                                                         |                |                |                |                |                |                | 4º             |                |                |                | 2º             |                |                |                |                |                |
| GP Rostelecom Cup                                                                                     |                |                |                |                |                | 5º             |                |                | 3º             | 1º             |                | R              |                |                |                |                |
| GP Skate America                                                                                      |                |                |                |                |                | 3º             |                |                |                |                | 2º             |                |                |                |                |                |
| GP Skate Canada                                                                                       |                |                |                |                | 8º             |                |                | 5º             |                |                |                |                |                |                |                |                |
| GP Trophée de France                                                                                  |                |                |                |                |                |                | 3º             |                | 3º             |                |                |                | 3º             |                |                |                |
| CS Finlandia Trophy                                                                                   |                |                |                |                |                | 1º             |                | 1º             | 2º             | 1º             |                |                | R              |                |                |                |
| Universiadi                                                                                           |                |                |                |                | 5º             |                |                |                |                |                |                |                |                |                |                |                |
| Internazionali: categoria Junior                                                                      |                |                |                |                |                |                |                |                |                |                |                |                |                |                |                |                |
| Campionati mondiali                                                                                   |                |                | 2º             | 1º             |                |                |                |                |                |                |                |                |                |                |                |                |
| JGP Finale                                                                                            |                | 3º             | 3º             | 1º             |                |                |                |                |                |                |                |                |                |                |                |                |
| JGP Francia                                                                                           |                | 1º             |                |                |                |                |                |                |                |                |                |                |                |                |                |                |
| JGP Germania                                                                                          |                |                |                | 1º             |                |                |                |                |                |                |                |                |                |                |                |                |
| JGP Giappone                                                                                          |                | 1º             |                |                |                |                |                |                |                |                |                |                |                |                |                |                |
| JGP Italia                                                                                            |                |                | 1º             |                |                |                |                |                |                |                |                |                |                |                |                |                |
| JGP Romania                                                                                           |                |                | 1º             |                |                |                |                |                |                |                |                |                |                |                |                |                |
| JGP Turchia                                                                                           |                |                |                | 1º             |                |                |                |                |                |                |                |                |                |                |                |                |
| Pavel Roman Memorial                                                                                  |                | 1º             |                |                |                |                |                |                |                |                |                |                |                |                |                |                |
| NRW Trophy                                                                                            | 2º             |                |                |                |                |                |                |                |                |                |                |                |                |                |                |                |
| Nazionali                                                                                             |                |                |                |                |                |                |                |                |                |                |                |                |                |                |                |                |
| Campionati russi                                                                                      |                |                |                |                | 6º             | 3º             | 3º             | 2º             | 2º             | 2º             | 2º             | 1º             | 1º             | 1º             | 1º             | 1º             |
| Campionati russi juniores                                                                             | 7º             | 4º             | 2º             |                | 1º             |                |                |                |                |                |                |                |                |                |                |                |
| GP = Grand Prix; CS = Challenger Series; JGP = Junior Grand Prix; R = Ritirata; C = Evento cancellato |                |                |                |                |                |                |                |                |                |                |                |                |                |                |                |                |